# YOKO (マジシャン)
YOKO（ようこ、1977年11月10日 - ）は日本のプロマジシャン、タレント。東京都出身、クロース・アップマジックを専門とする。

## 経歴
19歳の時にマジックに出会い、OLを辞めてマジシャンとなる。2000年には、アメリカへ渡り、ハリウッドに本拠地を構える「アカデミー・オブ・マジカルアーツ」のオーディションに合格。ロサンゼルスの「マジックキャッスル」のレギュラーメンバーシップを取得。2008年のフジテレビ「W-1超魔術世界一決定戦」ではアジア代表となり、Mrマリックや世界レベルのマジシャンと競演。

## 出演経歴
- TV
  - W-1 超魔術世界一決定戦（フジテレビ）
  - 笑っていいとも!（フジテレビ）
  - 新・科捜研の女（テレビ朝日）
  - 王様のブランチ（TBS）
  - ロンドンハーツ（テレビ朝日）
  - マッハV6（フジテレビ）
  - 新・真夜中の王国（NHK）
  - タレコミ（テレビ東京）
  - GODHAND マジシャンNo1決定戦（テレビ朝日）
  - HAN-SAM（BS日テレ）
  - GODHANDマジシャンNo1決定戦（テレビ朝日）
  - 超絶神業！マジックバトル 2022 師走の決戦（2022年12月26日、NHK総合）
- EVENT
  - ホテルニューオータニ・カウントダウンライブ
  - ホテル日航久米アイランド・サマーディナーショー
  - ホテルサンパレス球陽・ディーナーショー
  - サンマリーナホテルオキナワ・クリスマスディナーショー
  - 岐阜グランドホテル・チャリティライブ
  - クラブ・Menbar's Guild ライブショー
  - ミハマニューポートリゾート サマーイベント
  - ハードロックカフェ 横浜
  - 三越 日本橋本店 「大黄金展」
  - CHIVAS Night 2006
  - NOKIA Night in Tokyo
  - 掛川グランドホテル・クリスマスディナーショー
  - Christian Dior プライベートパーティー
  - 小学館・プライベートパーティー
  - ロイヤルウィング・クルージングディナーショー
  - canonイメージランナープレスリリースショー
  - 綾小路きみまろディナーライブ
  - THEICE2010・浅田真央オープニング部分演出
  - BMW MINI プレスイベント
  - MOXY TOKYO 錦糸町・大阪新梅田オープンイベント
  - 帝国ホテルお正月イベント
  - ROLEX プライベートパーティー
  - 住宅展示場オープンイベント
- MAGAZINE
  - 2年の学習（学研
  - anan（マガジンハウス）
  - 週刊アサヒ芸能（徳間書店）
  - いきなりマジック塾（宝島社）
- TVコーディネート
  - 明智小五郎vs怪人二十面相（TBS）
  - 新・科捜研の女（テレビ朝日）
  - USO!?ジャパン（TBS）
  - コンデンスマンJP(フジテレビ)
  - うちの弁護士は手がかかる(フジテレビ)
  - 高額当選しちゃいました(フジテレビ)
- PV
  - EXILE TiAmo
  - CM
  - 読売新聞
  - SPADE/トヨタ自動車